# Glutathion hydrolase
Le glutathion hydrolase (EC 3.4.19.13, glutathionase, GGT, gamma-glutamyltranspeptidase) est une enzyme,,,,,,. Cette enzyme catalyse la réaction chimique suivante :
glutathion + H2O {\displaystyle \rightleftharpoons } L-cysteinylglycine + L-glutamate
C'est-à-dire qu'elle catalyse l’hydrolyse du glutathion en cystéinylglycine et acide glutamique.
Cette protéine agit également comme une enzyme EC 2.3.2.2 (Gamma glutamyl transpeptidase).